# Puente la Reina
Puente la Reina (cooficialmente en euskera: Gares) es una villa y un municipio español de la Comunidad Foral de Navarra, situado en la merindad de Pamplona, en la comarca de Puente la Reina, el valle de Valdizarbe y a 22 km de la capital de la comunidad, Pamplona. Cuenta con una población de 2930 habitantes (INE 2024).
Esta villa es un punto importante en el Camino de Santiago por juntarse en ella los dos caminos que vienen desde Francia.

## Toponimia
La tradición dice que el nombre de Puente la Reina proviene del puente románico sobre el río Arga, que fue mandado construir en el siglo XI por una anónima reina de Navarra. Generalmente se hace referencia a que esta reina fue Muniadona de Castilla, esposa de Sancho el Mayor o Estefanía, la esposa del rey García el de Nájera.
Algunos etimologistas disienten de la tesis tradicional y así José María Jimeno Jurio creía que el nombre derivaba de un originario Pons Rune, donde Runa sería el nombre que antiguamente tenía el río Arga, derivado a su vez de Iruña, el nombre en lengua vasca de Pamplona.
El nombre que se daba en lengua vasca a la localidad, Gares, dejó de utilizarse a la vez que desaparecía el uso del euskera en la comarca a finales del siglo XIX. El nombre se conservó hasta la actualidad principalmente por el testimonio escrito que dejó el cronista navarro José de Moret en el siglo XVII y por algunos topónimos menores de la comarca (p.ej. Garesbidea, camino de Gares, en el cercano pueblo de Uterga). Es posible que el topónimo sobreviviera oralmente hasta principios del siglo XX entre algunos habitantes de la zona. En la segunda mitad del siglo XX se recuperó el nombre de Gares como nombre de la localidad en euskera y actualmente es cooficial. Sobre su origen etimológico, es enigmático, algunos creen que tiene que ver con la palabra gari (trigo) y lo traducen por trigales.
Coloquialmente a la localidad se le llama Puente. Sus habitantes son denominados puentesinos/as. En euskera se utiliza el gentilicio garestarra.

## Geografía
La villa de Puente la Reina está situada en la parte central de la Comunidad Foral de Navarra, al sur de la sierra del Perdón, en el Valle de Valdizarbe a una altitud de 344 m s. n. m.
Su término municipal tiene una superficie 39,7 km² y limita con por el norte con los municipios de Belascoáin y Zabalza; por el sur con el de Mendigorria; por el oeste con los de Guirguillano, Mañeru y Artazu: y por el este con los de Obanos y Legarda.

### Relieve e hidrología
Población situada sobre terrazas fluviales y montañas, que hacen que la orografía sea abrupta. Cultivos cerealísticos, vid y olivo, con tendencia creciente al regadío con la reciente inauguración del Canal de Navarra que aprovecha las aguas del Pirineo recogidas en el pantano de Itoiz. El río Robo transcurre por el Valle llegando a desembocar en el Arga dentro del término municipal. También se encuentran el río Salado y los arroyos de Nekeas. La mayor elevación, al norte del término, es el pico Ekoien, con 923 m de altitud.

### Geología
Suelos compuestos de areniscas, limolitas, yesos y margas, predominando los pardocalizos.

### Clima
Clima mediterráneo, con una media de precipitaciones anuales de 593 mm, y una temperatura media anual que oscila entre los 11 °C y los 14 °C.

### Flora y fauna
El paisaje está fuertemente antropizado. Entre las especias arbóreas encontramos: Coníferas, quejigales, chopos, carrasca, coscojares y enebrales alternando con monte bajo y tierras de labranza.
Dentro de la fauna destaca la presencia del jabalí y el corzo además de diversas especies de aves rapaces, perdiz roja, gato montés, jineta, tejón y garduña. Diversas variedades de anfibios y en el río Arga, prácticamente todas las especies de agua dulce de Navarra, exceptuando el salmón.

## Historia
Existen varios yacimientos arqueológicos en Puente la Reina que hacen pensar en una temprana ocupación humana del territorio de Valdizarbe. Muy cerca, en Mendigorria, las ruinas de Andelos, ciudad romana.
A finales del siglo XI, con las luchas entre el primitivo Reino de Pamplona y el de Castilla como fondo, y la política de repoblación con gentes del norte contra el enemigo común musulmán, el rey Alfonso I el Batallador dio Carta Puebla a una población de francos para que vinieran a establecerse en los márgenes del río Arga en el emplazamiento de la antigua aldea vascona de Garesch, Garex o Garez ("Trigales", según algunas fuentes). En 1122 se les concede el Fuero de Estella. El transcurso del Camino de Santiago, facilitado por la construcción del puente románico por la Muniadona, favoreció el florecimiento del comercio. Ya se encuentra reseñado por Aymeric Picaud en el Liber Sancti Iacobi (Libro V, cap. 1) el hecho de que es en Puente la Reina (Pons Regine) donde se juntan los caminos francés y de Jaca para llegar a Santiago de Compostela. Se le otorga posteriormente el título de villa y se celebran cortes en varias ocasiones.
Se documenta la presencia de la templarios, a quienes Alfonso el Batallador había dejado en herencia todos sus territorios. Como no se aceptó ese testamento, Navarra se separó de Aragón nombrando rey a García Ramírez de Pamplona, el Restaurador que, sin embargo, continuó favoreciendo al Temple, a quien el nuevo monarca dona el lugar puentesino de Murugarren, hasta la extinción de la Orden en 1312 cuando sus bienes y miembros pasan a la Orden de los Hospitalarios (los cuales no toman posesión hasta 1443). 

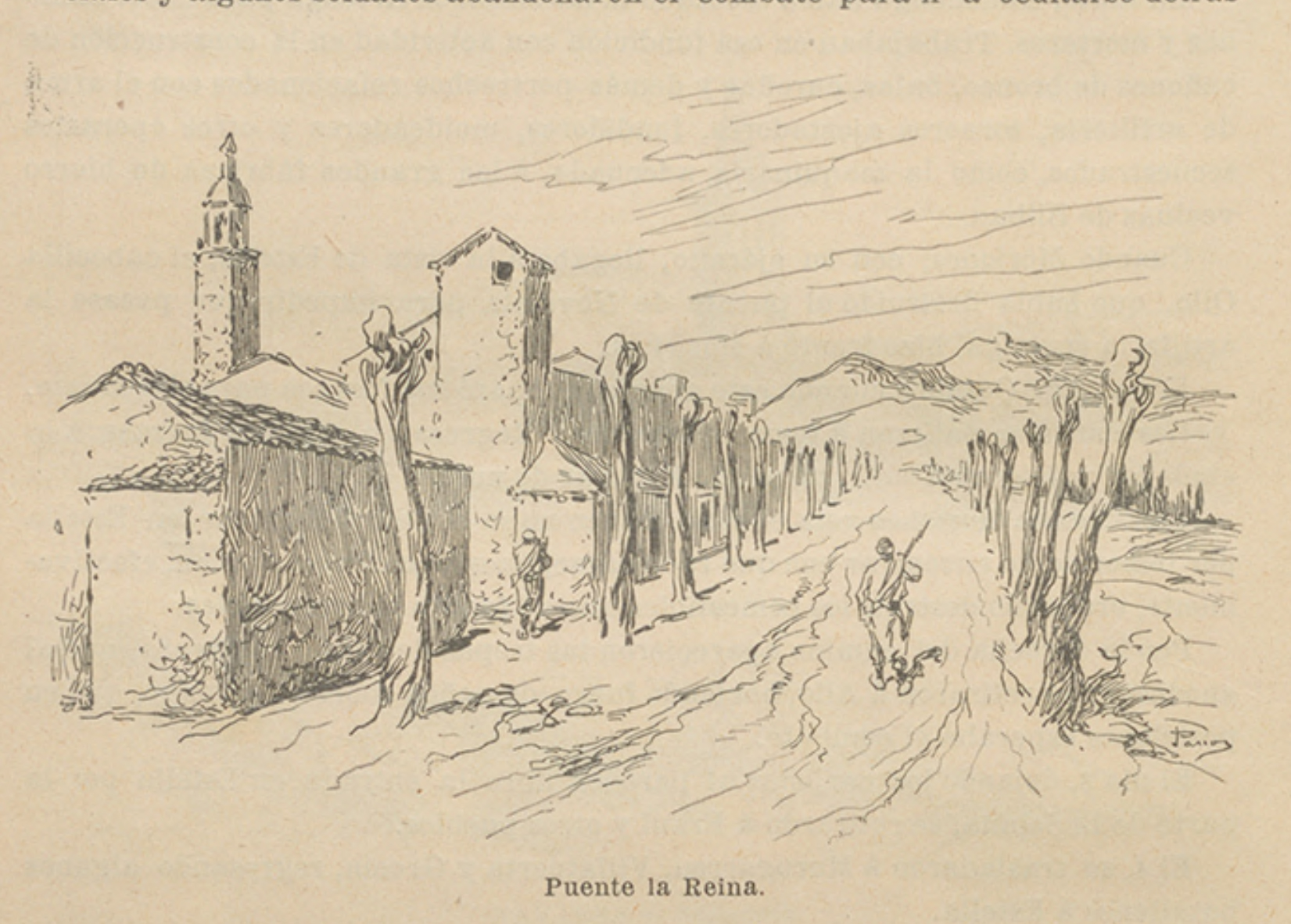
Puente la Reina en Historia de España en el

Hubo sublevaciones durante la guerra de la Independencia, así como en la Guerra Realista. Durante las guerras carlistas, la población se mantuvo leal a Don Carlos, llegando a producirse enfrentamientos armados en las proximidades, como «la acción de Puente la Reina» entre los generales cristinos Mina y Fernández de Córdova contra las partidas del General Moreno. Se encuentran las ruinas del fuerte cristino Infanta Isabel en el contiguo cerro de San Guillermo, junto a la ermita de Arnotegui, y hacia el cual apuntan las troneras que aún pueden verse en las tapias de la calle del Crucifijo. Durante la tercera guerra carlista, los enfrentamientos fueron entre el general liberal Moriones y el carlista Ollo. En 1874, el propio Don Carlos establece su cuartel general en el Palacio del Patrimonial, hasta que abandona la población para la defensa de Estella. Hasta hace pocas décadas era frecuente encontrar restos de munición por los alrededores del Convento del Sancti Spiritus.

## Demografía
Cuenta con una población de 2930 habitantes (INE 2024).
| Gráfica de evolución demográfica de Puente la Reina entre 1842 y 2021                                               |
| |
| Población de derecho según los censos de población del INE Población de hecho según los censos de población del INE |

## Administración y política

### Gobierno municipal
| Periodo   | Nombre                  | Partido | Partido                               |
| --------- | ----------------------- | ------- | ------------------------------------- |
| 1979-1987 | Feliciano Vélez Medrano |         | Agrupación Electoral Puentesina (AEP) |
| 1987-1991 | Antonio Martínez Lautre |         | Agrupación Ximénez de Rada (AXR)      |
| 1991-1995 | Xabier Vélez Medrano    |         | Herri Batasuna (HB)                   |
| 1995-1996 | Carmen Etayo            |         | Agrupación Electoral Puentesina (AEP) |
| 1997-1999 | Xabier Vélez Medrano    |         | Herri Batasuna (HB)                   |
| 1999-2007 | Eva Erro Ochoa          |         | Agrupación Ximénez de Rada (AXR)      |
| 2007-2011 | Feliciano Vélez Medrano |         | Agrupación Electoral Puentesina (AEP) |
| 2011-2015 | Fidel Aracama Azcona    |         | Agrupación Electoral Puentesina (AEP) |
| 2015-2023 | Oihan Mendo Goñi        |         | Euskal Herria Bildu (EH Bildu)        |
| 2023-act. | Itziar Imaz Artázcoz    |         | Euskal Herria Bildu (EH Bildu)        |

| Partido político | Partido político                             | 2023  | 2023  | 2023       | 2019  | 2019  | 2019       | 2015  | 2015  | 2015       | 2011  | 2011  | 2011       |
| Partido político | Partido político                             | Votos | %     | Concejales | Votos | %     | Concejales | Votos | %     | Concejales | Votos | %     | Concejales |
|                  | Euskal Herria Bildu (EH Bildu)-Bildu         | 753   | 53,82 | 7          | 789   | 48,82 | 5          | 566   | 34,58 | 4          | 391   | 25,26 | 3          |
|                  | Unión del Pueblo Navarro (UPN)               | 537   | 38,38 | 4          | —     | —     | —          | 130   | 7,94  | 1          | —     | —     | —          |
|                  | Agrupación Ximénez de Rada (AXR)             | —     | —     | —          | 541   | 33,48 | 4          | 566   | 34,58 | 4          | 581   | 37,53 | 4          |
|                  | Agrupación Electoral Puentesina (AEP)        | —     | —     | —          | 264   | 16,34 | 2          | 260   | 15,88 | 2          | 478   | 30,88 | 4          |
|                  | Agrupación Electoral Gares Entretodos (AEGE) | —     | —     | —          | —     | —     | —          | 57    | 3,48  | 0          | —     | —     | —          |
|                  | Partido Socialista de Navarra (PSN-PSOE)     | —     | —     | —          | —     | —     | —          | 17    | 1,04  | 0          | —     | —     | —          |
|                  | Partido Popular (PP)                         | —     | —     | —          | —     | —     | —          | —     | —     | —          | 55    | 3,55  | 0          |

### Organización territorial
Santiago, la Población, San Pedro, Zubiurrutia, Aloa. Desarrollos modernos en Zabalzagain, Nekeas y la Fuente de la Grana. Plan General de Ordenación Urbana de próxima aprobación.

## Cultura
Puente la Reina se encuentra en la zona de la Navarra Media, de modo que geográfica y culturalmente ha sido una zona de transición entre la tipología navarra pirenaica y la de la ribera. Hasta bien entrado el siglo XIX, el euskera era la lengua que se hablaba en todo Valdizarbe, perdiéndose su uso casi por completo a principios del XX, a causa del trasiego generado por las guerras y por los trabajadores foráneos del ferrocarril del Carrascal. Hoy día hay un repunte de hablantes favorecido por los programas de euskaldunización que se llevan a cabo desde el Gobierno de Navarra. Muy cerca, en Uterga, el Abad Juan de Bearin escribe en 1621 un pequeño tratado de liturgia y un catecismo. En esas fechas (1635) se llega a prohibir por el Obispado de Pamplona la predicación en una lengua distinta del euskera, so pena de excomunión.
Como la base de su economía ha sido y es la agricultura, la mayoría de las manifestaciones culturales tiene mucho que ver con los ciclos del campo, así como con las tradiciones laborales propias de este medio. Se documenta la presencia de judíos y agotes entre la población puentesina hasta bien entrado el siglo XIV. Contaban con un barrio propio y sinagoga. Cabe destacar, entre la población hebrea, a la familia Bergerac. En 1328, a raíz de la muerte de Felipe el Hermoso de Francia y Navarra, se producen violentos pogroms en la población.
Por lo que respecta a la arquitectura y el urbanismo, el casco histórico ha sido declarado Bien de Interés Cultural. Puente la Reina es un ejemplo claro de villa medieval fortificada, de planta rectangular, con calles rectas y edificios de calidad. Se asemeja a las bastidas francesas, abundantes en la vecina Aquitania, y el tipo de construcción es el propio de la casa navarra autóctona, con zócalo de piedra, fábrica de ladrillo enfoscado y tejado a dos o cuatro aguas. Varias casas nobles blasonadas se reparten por la villa, destacando entre ellas la Casa del Vínculo y el Palacio del Patrimonial. La calle Mayor coincide en su trazado con el Camino de Santiago, y va a desembocar al puente románico que da nombre a la villa. A ésta afluyen diversas belenas (en euskera: 'subprincipal') que comunican con las calles que circundan el lienzo de la muralla. Esta muralla se encontraba jalonada por torreones aún hoy posibles de admirar. La villa se cerraba durante la noche con unas puertas hoy desaparecidas, en el intervalo de cuarenta campanadas que hasta hace poco se seguían tocando cada tarde. A las afueras está la Fuente de la Grana y un palacio real que perteneció a Carlos III de Navarra, de la dinastía de Evreux, ahora desaparecido.

### Patrimonio

#### Religioso
- Iglesia parroquial de Santiago (s. XII). En su interior, talla románica en madera del apóstol Santiago el Mayor que, por estar cubierta de hollín cuando se descubrió, es conocida como Beltza ('negro'). Talla de la Virgen del Rosario; de San Bartolomé, en piedra; rico retablo barroco. Tibores chinos de la dinastía Ming en el presbiterio.
- Iglesia del Crucifijo (s. XII). Perteneció a la Orden de Malta; desde 1919 pertenece a la Congregación de los Sacerdotes del Sagrado Corazón de Jesús/PP. Reparadores/Dehonianos. En su interior, un magnífico Cristo gótico de origen germánico, con una original forma de Y.
- Iglesia de San Pedro. En 1800 fue recrecida la torre de acuerdo con el proyecto del arquitecto neoclásico Juan José de Armendáriz. En su interior la Virgen del Puy, más conocida por Virgen del Txori por una leyenda del siglo XIX.
- Convento de las comendadoras del Sancti Spiritus de Zubiurrutia, del siglo XIII.[4]
- Ermita de San Martín de Gomacin, prerrománica, cercana al Señorío de Villanueva.

#### Civil

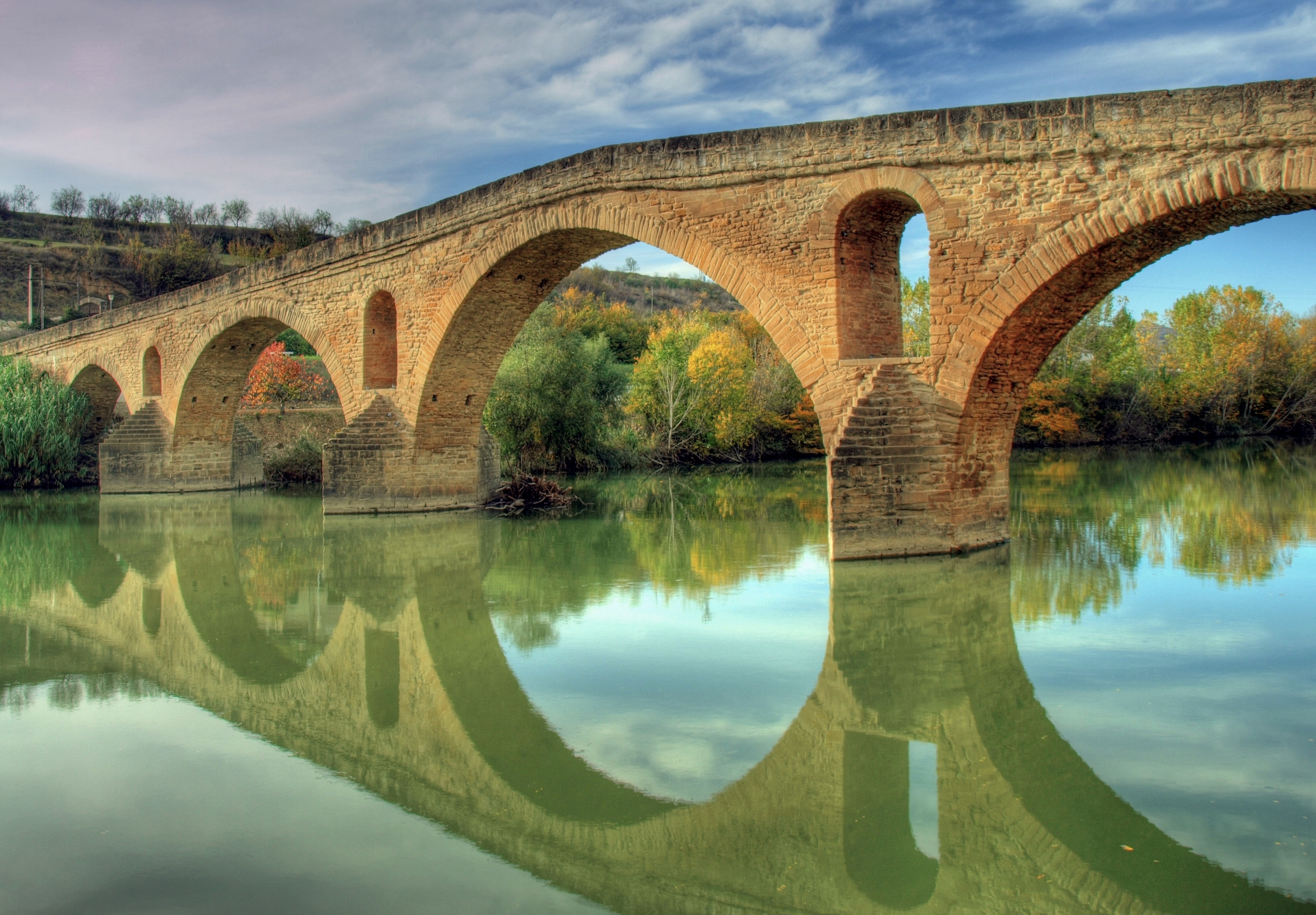
Puente románico sobre el río Arga

- Puente románico sobre el río Arga, que da nombre a la villa, por el que discurre el Camino de Santiago. Fue construido con tal propósito en el siglo XI probablemente por orden de doña Mayor, esposa del rey Sancho el Mayor, o doña Estefanía, esposa del rey García de Nájera. Su longitud es de 110 metros, por donde discurre una calzada de 4 metros de anchura, mientras que está sostenido sobre 7 arcos de medio punto, uno de ellos bajo tierra, y 5 pilares.

Ahí se guardaban imágenes de Santos para la devoción de los peregrinos. También consta la existencia de un Crucifijo y una Cruz de piedra, así como un lugar destinado a las limosnas que peregrinos y visitantes destinaban a los presos de la cárcel. Estas expresiones socioculturales fueron desapareciendo con el paso de los siglos. Algunas piezas aún se conservan, si bien no en sus lugares de origen, y el puente se presenta hoy como símbolo de una población antigua y a la vez moderna estrechamente ligada a la religión. En el centro había, hasta 1834, una hornacina con una imagen de la Virgen del Puy, donde se sitúa la leyenda del txori (el pajarito, en euskera).
En 1931, el puente fue declarado Monumento histórico-artístico, por lo que es Bien de Interés Cultural con categoría de Monumento.
- Muralla medieval con torreones, rodeando el casco histórico.
- Casa del Vínculo, de estilo italiano y contiguo al puente.
- Palacio del Patrimonial: edificio de estilo italiano en la calle Mayor, residencia histórica del Fiscal defensor del patrimonio del Rey de Navarra ante la Cámara de Comptos.
- Restos del Fuerte Infanta Isabel, fortificación construida por el ejército liberal en el siglo XIX junto a la ermita de Arnotegui (Obanos).
- Restos del palacio real de la Grana, donde pasaban temporadas los monarcas de la dinastía Evreux.

Hacia el s. XII se edificó junto al puente una ciudad de trazo rectangular, con una calle mayor y otras dos calles aproximadamente paralelas flanqueadas por casas e iglesias. El puente dio así nombre al pueblo.

### Entidades culturales
- Coral Emilio Arrieta

Fundada en mayo de 1985. Actualmente está compuesta por una veintena de cantantes.
- Unión Musical Puentesina

Se fundó en abril de 2008 por músicos de la localidad y alrededores y promovida por una asociación musical. Actualmente compuesta por una veintena de músicos. Es dirigida por Joaquín Chasco.

### Patrimonio inmaterial
- Fiestas de Santiago: 24 de julio al 29 de julio.
- Ferias: Último fin de semana de septiembre.
- Romería a San Martín de Gomácin: 1 de mayo y el fin de semana próximo al 14 de septiembre.
- Fiestas de la juventud: fin de semana próximo al 15 de mayo.

### Gastronomía
Destacan los vinos que se elaboran en el Señorío de Sarría, de muy alta calidad, así como el clarete característico de la D.O. Valdizarbe, que se comercializa en las cooperativas de la localidad.
Las alubias pochas, los pimientos, tomates, espárragos y otras verduras nos anuncian que estamos cerca de la zona de la ribera, con una fertilidad especial. Es característico el cultivo de alholva y el tomillo. Se encuentran quesos de la vecina sierra de Urbasa.
Abadejada, costillas de pastenco al sarmiento, cordero en fritada y en chilindrón, magras con tomate y pochas de Campollano. Por lo demás, la ternera navarra en el capítulo de carnes y la trucha con jamón o el bacalao al ajoarriero conforman lo más característico de la gastronomía autóctona.

### Camino de Santiago

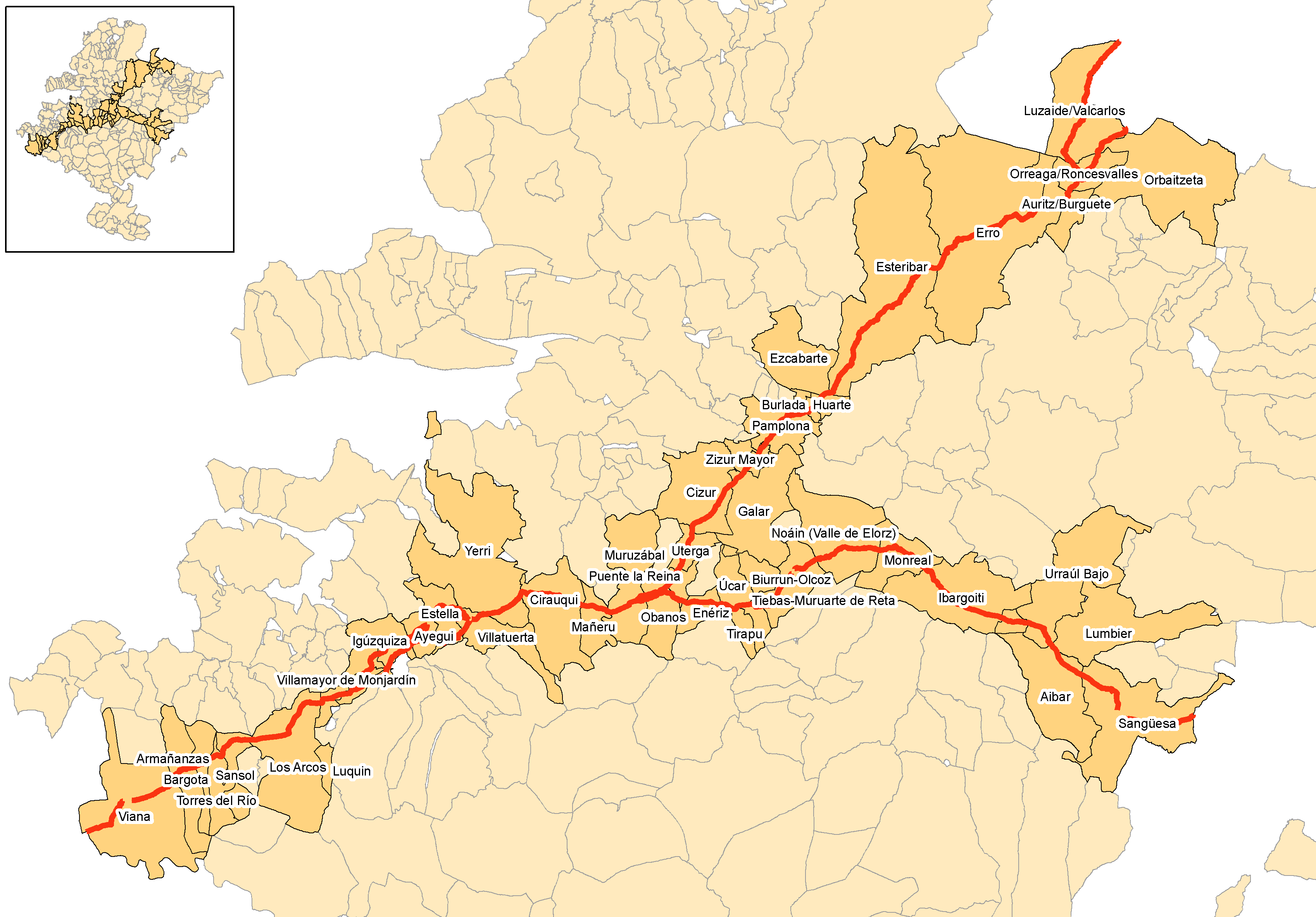
En Puente la Reina confluyen el Camino de Santiago navarro y el Camino de Santiago aragonés

En Puente la Reina confluyen las rutas jacobeas franco-navarra y franco-aragonesa, procedentes, respectivamente, de Roncesvalles y Somport. Los historiadores sostienen que es en la villa de Puente la Reina-Gares donde efectivamente las dos rutas principales, que no únicas, unen su trazado desde Puente la Reina dando origen al Camino de Santiago Francés que llega hasta Santiago de Compostela.
La unión de los dos caminos más transitados es anunciada por un monumento al Peregrino, artificialmente puesto desde el cual penetra bajo el arco de la iglesia del Crucifijo, cruza la carretera y recorre la calle Mayor hasta el bello puente románico de siete ojos, construido sobre el río Arga por la reina doña Mayor para servicio de los peregrinos. La estructura de la población es de tipo bastida con tres calles paralelas; aún pueden verse entre las casas varios torreones de sus murallas al sur de la villa.
Entre su acervo monumental destaca la iglesia de Santiago, construida en el siglo XII y ampliada posteriormente. Tiene una bella portada románica con influencias moriscas, planta de cruz latina y bóvedas de crucería estrellada.
La iglesia del Crucifijo, románica tardía del siglo XII, fue ampliada en el siglo XIV. Su fundación se debe a los caballeros templarios que instalaron el albergue.
También dignos de mención son su gran puente medieval de cinco arcos, la iglesia de San Pedro, del siglo XIV, y el convento de Comendadoras del Sancti Spiritus.
Puente la Reina, cruce vital de caminos y gente, pronto se enriqueció económica y culturalmente. Muestra de ello es la iglesia del Crucifijo tardorrománica construida por los templarios a mitad del siglo XII, que acoge la Virgen con Niño del siglo XII y un bellísimo Crucificado gótico, proveniente de Alemania, llamativo por la forma de Y que tiene su cruz. La calle Mayor es calle y arte a la vez: arquitectura popular con casas blasonadas, palacios, comercios de artesanos,... La iglesia de Santiago el Mayor, de final del siglo XII y reconstruida en el siglo XV, muestra su portada romana y las tallas góticas de San Bartolomé y de Santiago Beltza, denominado así por el color oscuro que tenía antes de que se restaurara. «Y desde aquí todos los caminos a Santiago se hacen uno solo».

### Leyenda del Txori
La leyenda de la Virgen del Txori. Una de las iglesias del pueblo, la de San Pedro, guarda en su interior una bonita imagen de la Virgen del Puy. Sentada con el Niño en brazos, de piedra policromada y de tradición gótica, aunque según escritos su antigüedad es similar a la del puente (s. XVI).
Cuentan que en sus orígenes, la efigie mariana estaba situada en una pequeña capilla dentro del torreón central del puente. Todos los días, un pajarito cogía agua del río en sus alas y lavaba el rostro de la Virgen. De ahí que esta Virgen del Puy se llame también Virgen del Txori (que, en euskera, significa 'pájaro').
Hacia 1843 la torre central del puente fue derribada y la estatua de la Virgen se trasladó a la parroquia de San Pedro.

### Deporte
El municipio cuenta con el Club Deportivo Gares, con un equipo de fútbol masculino y otro femenino. En 2017 se produjo el ascenso a tercera división, categoría en la que se estrenará en la temporada 2017-2018. También hay un equipo de baloncesto femenino en el que hay de dos edades Preinfantil y Cadete. En cuanto a instalaciones deportivas existen dos polideportivos, una piscina municipal y el frontón Zamariain.